# Жажа (футболист, 1986)
Дже́ксон Авели́но Коэ́льо (порт.-браз. Jackson Avelino Coelho; род. 28 февраля 1986[…], Ипатинга), более известный как Жажа́ (порт.-браз. Jajá) — бразильский футболист, нападающий.

## Биография
Джексон Авелино Коэльо родился в городе Ипатинга, штат Минас-Жерайс. У этого города есть одноимённая команда «Ипатинга». Но начинал Жажа не в этом клубе и не в своём родном городе, а в 217 километрах от Ипатинги, в столице штата — городе Белу-Оризонти. Именно там свои домашние матчи проводит команда «Америка Минейро», воспитавшая Джексона Коэльо. В основе клуба ему так и не удалось сыграть, уже в 18-летнем возрасте его заприметили скауты клуба «Фейеноорд». В основе этого клуба ему также не удалось сыграть — его отправили в аренду в бельгийский «Вестерло». В сезоне 2004/05 годов команда завершила чемпионат только на 12 месте, а Жажа, пришедший в середине сезона, забил один гол в 12 матчах. Следующий сезон он провёл результативнее, забив за первый круг чемпионата 10 голов в 18 матчах.
Тогда им заинтересовался клуб испанской Примеры «Хетафе». Но там он отыграл только 2 матча, против «Реал Бетиса» и «Сельты». Ничем на запомнившись в этих матчах, Жажа был отправлен в аренду на родину во «Фламенго», а затем в уже известный ему бельгийский чемпионат, сначала в «Генк», а затем опять в «Вестерло», в котором забил 4 гола в 9 матчах.
В начале 2008 года он попал в поле зрения украинского тренера харьковского «Металлиста» Мирона Маркевича. Жажа подписал контракт с украинским клубом на 3,5 года. Дебютировал в высшей лиге Украины 8 марта 2008 года в Симферополе в матче против «Таврии» (0:0). А первый гол забил 29 марта 2008 года в ворота одесского «Черноморца». Всего же во втором круге чемпионата 2007/08 Джексон Коэльо провёл 11 матчей и забил 3 гола. В сезоне 2008/09 забил 11 голов (лучший бомбардир «Металлиста»). Гол, забитый Коэльо турецкому «Бешикташу» в ответном матче в Харькове, был признан самым красивым голом в Кубке УЕФА 2008/09. В 2009 году он подписал контракт с «Металлистом» до 2012 года. В сезоне 2009/10 забил 16 голов.
Летом 2010 года Коэльо пропустил предсезонный сбор команды и был оштрафован клубом. В конце июля агент игрока заявил, что ищет для своего клиента новый клуб. В начале августа в одном из интервью главный тренер Мирон Маркевич заявил о том, что Коэльо больше не будет выступать за команду.
7 августа 2010 года подписан контракт о переходе бразильского нападающего ФК «Металлист» Джексона Коэльо в турецкий клуб «Трабзонспор». Покинув «Трабзонспор», Жажа переехал в ОАЭ, в клуб «Аль-Ахли». Сыграл 5 матчей и забил 1 гол. В 2012 году подписал контракт с бразильским клубом «Интернасьонал».
В начале января 2013 года подписал контракт с «Металлистом». В весенней части сезона Жажа сыграл всего в 5 официальных матчах, в которых отметился 1 голом и 1 результативной передачей. Однако в стиль игры «Металлиста» Жажа не вписался и в июле 2013 года был отдан в аренду в турецкий «Кайсериспор». В 2014 году опять вернулся в расположение харьковского клуба и дебютировал во втором туре украинской Премьер-лиги в матче против киевского «Динамо», выйдя на замену на 53-й минуте встречи. Матч закончился со счётом 2:1 в пользу киевлян.

## Достижения

### Командные
- Чемпион штата Риу-Гранди-ду-Сул: 2012
- Серебряный призёр чемпионата Украины: 2012/13
- Бронзовый призёр чемпионата Украины (3): 2007/08, 2008/09, 2009/10
- Серебряный призёр чемпионата Турции: 2010/11

### Личные
- Футболист года в чемпионате Украины: 2008